# Die Vögel (Oper)

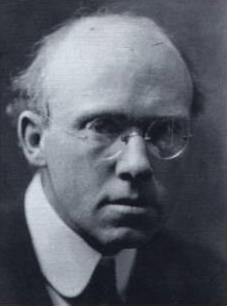
Walter Braunfels (1920)

Die Vögel ist eine Oper in zwei Akten von Walter Braunfels (Musik und Libretto) nach der antiken Komödie Die Vögel von Aristophanes, die in den Jahren 1913 bis 1919 entstand und am 30. November 1920 im Nationaltheater in München uraufgeführt wurde.

## Handlung

### Erster Akt
Die beiden verwöhnten, großstädtischen Lebemänner Ratefreund und Hoffegut suchen nach dem Reich der Vögel, um sich ganz der „Kunst“ zu widmen und die bisherigen Zerstreuungen hinter sich zu lassen. Der Wiedehopf, der König der Vögel, empfängt sie widerwillig, da er eigentlich vor allem seine Ruhe haben will. Der sehr machtbewusste und gewitzte Ratefreund entwirft den Plan zu einer befestigten Stadt in den Lüften namens Wolkenkuckucksheim. Diese Residenz soll so prächtig werden, dass sie den Vögeln die Herrschaft über die Götter und Menschen sichert, denn der Opferrauch, auf den der Himmel angewiesen ist, könnte dann nicht mehr aufsteigen. Neugierig geworden, versammelt der Wiedehopf sein Volk, um über den Plan zu beraten. Zunächst dominieren die Gegner, denn mit den Menschen haben viele Vögel sehr schlechte Erfahrungen gemacht. Doch schließlich siegt der Wille zur Macht, Begeisterung greift um sich und alle nötigen Aufgaben bei den Bauarbeiten von der Beschaffung des Mörtels bis zur Wasserversorgung werden auf die Vögel verteilt.

### Zweiter Akt
In einer Vollmondnacht trifft der empfindsame Hoffegut auf die Nachtigall und lässt sich von deren Gesang verzaubern. Sie ist für ihn ein poetisches Sinnbild der Unendlichkeit wie der Unsterblichkeit. Die imposante Vogel-Stadt ist schließlich errichtet, alle Beteiligten sind wie berauscht von ihrem Erfolg, Taube und Täuberich tanzen als erstes Paar hinein in die Festung. Ein wilder, grimmiger Mann tritt auf, der sich als Prometheus erweist. Er warnt die Vögel vor den Folgen ihres Hochmuts. Noch „schlafe“ Göttervater Zeus, doch wenn er aufwache, werde sein Zorn fürchterlich sein. Zum Beweis dafür schildert Prometheus sein eigenes Schicksal, wurde er doch über der Meeresgischt an einen Felsen gekettet, nachdem er den Menschen das Feuer gebracht hatte. Immerhin habe Zeus in seiner Güte sogar ihn begnadigt. Der gewiefte Ratefreund lässt sich von Prometheus nicht beirren und stachelt die Vögel zum Krieg gegen die Götter auf, man werde sich zu verteidigen wissen. Wind rauscht auf, der Kampf beginnt – und endet in der totalen Zerstörung von Wolkenkuckucksheim. Die Vögel sehen sich gezwungen, die unerreichbare Größe der Götter anzuerkennen. Innerlich wenig berührt von diesem tragischen Ende, kehren Ratefreund und Hoffegut in ihre Stadt zurück. Ratefreund sehnt sich bereits zurück nach heimischer Gemütlichkeit, Hoffegut hängt mit seinen Gedanken ganz der Nachtigall nach, die allein es wert gewesen sei, in die Welt der Vögel aufzubrechen.

## Orchester
Die Orchesterbesetzung der Oper enthält die folgenden Instrumente:
- Holzbläser: drei Flöten (3. auch Piccolo), zwei Oboen (2. auch Englischhorn), zwei Klarinetten, zwei Fagotte (2. auch Kontrafagott)
- Blechbläser: vier Hörner, zwei Trompeten, drei Posaunen, Tuba
- vier Pauken, Schlagzeug: große Trommel, kleine Trommel, Becken, Tamburin, Kastagnetten, Triangel, Glockenspiel
- Celesta
- zwei Harfen
- Streicher
- Bühnenmusik hinter der Szene: Piccoloflöte, Flöte

## Geschichte

### Entstehung
Braunfels begann mit der Komposition 1913 und kam nach eigener Aussage bis zu der Stelle, „da das Werk der Aufrichtung eines wirklichkeitsfremden Staates durch das aufgewiegelte wirklichkeitsfremde Volk der Vögel gelungen zu sein scheint“, als er 1915 an die Westfront einberufen wurde. Dort wurde er 1917 verwundet und konnte die Arbeit erst nach dem Ende des Ersten Weltkriegs und der Rückkehr in seine Heimatstadt Frankfurt am Main fortsetzen. Über seine Motive, den antiken Komödienstoff zu vertonen, sprach Braunfels 1948 in einer Rundfunkansprache und stellte sich in eine Reihe mit Johann Wolfgang von Goethe, der die Vögel im Sommer 1780 ebenfalls bearbeitete und zu einem parodistischen Einakter machte:

„Was konnte einen Komponisten an diesem krausen zeitlich gebundenen Stück locken? Nun, zunächst dasselbe, was einst Goethe lockte, als er die Umdichtung dieser Komödie begann: Die genial hingestellte, sich ewig wiederholende Situation des Urbildes neu in der Zeit zu beleben. Goethe dachte damals an die Weimarer Verhältnisse, ich natürlich zunächst an die Münchner und Sie werden, wenn Sie die Textdichtung daraufhin betrachten, noch manches von diesem ursprünglichen schöpferischen Moment finden.“

### Veränderung des antiken Texts
Braunfels griff erheblich in den antiken Text ein. Aristophanes hatte seine Vögel im Jahr 415 v. Chr. als Warnung vor außenpolitischer Überheblichkeit geschrieben. Athen bereitete damals, angestachelt von Alkibiades, die Sizilienexpedition vor, einen Kolonialkrieg, der zur Vernichtung des Expeditionsheers führte und zur entscheidenden Schwächung Athens beitrug. Wichtige Personen des Stücks wurden von Braunfels in ihrem Charakter verändert, vor allem Prometheus, der bei Aristophanes als Sendbote des Zeus eine kauzige Rolle verkörpert, in der Oper jedoch zum tiefernsten Warner vor Hochmut und Realitätsverlust wird und nach Braunfels ein „Repräsentant der Übernatur, der göttlichen Welt“ ist.  Die Nachtigall ist in der antiken Vorlage stummes Sinnbild für „romantische“ Sehnsüchte des Menschen und verdreht in der Oper dem poetisch veranlagten Hoffegut mit ihrem lieblichen Gesang den Kopf. Insgesamt sind die Vögel in der Opernfassung weitaus düsterer als bei Aristophanes, ja Braunfels macht aus der Komödie eine Tragödie, weil er den Krieg zwischen Vögeln und Göttern ausführlich darstellt und in der Katastrophe enden lässt, sicherlich inspiriert von seinen eigenen Zeitumständen, hatte Deutschland doch für viele „unerwartet“ den Ersten Weltkrieg verloren, mit den verhängnisvollen mentalen Folgen.

### Rezeption
Die Uraufführung am 30. November 1920 unter dem Dirigat von Bruno Walter war ein großer Erfolg, es folgten fünfzig Aufführungen. Die Hauptrollen waren prominent besetzt, so sang Maria Ivogün, die Lieblings-Koloratursopranistin von Richard Strauss, die Nachtigall, der Startenor Karl Erb den Hoffegut. Walter würdigte das Werk in seinen Memoiren mit den Worten: „Wer Karl Erbs Gesang von der Sehnsucht des Menschen und die tröstende Stimme der Nachtigall aus der Baumkrone über ihm von der Ivogün gehört hat, wen die grotesken Szenen des Werkes erheitert und die romantischen gerührt haben, wird dieser poesie- und geistvollen Umwandlung der Komödie des Aristophanes zur Oper und ihrer Münchener Aufführung dankbar gedenken.“ Der Musikkritiker Alfred Einstein urteilte nach der Uraufführung:

„Ich glaube nicht, dass über die deutsche Opernbühne je ein so absolutes Künstlerwerk gegangen ist wie dieses ‚lyrisch-phantastische Spiel nach Aristophanes‘. […] Man erkennt sehr deutlich die Linie in der Opernbewegung, in die es gehört. Es ist eines der Dokumente des Antinaturalismus in der Oper, der die Komponisten im letzten Jahrzehnt im wachsenden Maße ergriffen hat, und zu dessen Marksteinen die unwirkliche Stilbalance der Ariadne, die Märchenwelt der Frau ohne Schatten, vielleicht auch die besten Elemente der Opern Schrekers zählen. Nur dass es scheinbar subjektiver und doch in seinem besonderen und tiefen Sinn notwendiger ist als alle diese Opern. Man kann und muß es als Künstlerwerk – nicht etwa als Künstlerdrama – mit den Meistersingern und dem Palestrina Pfitzners vergleichen […].“

In Köln, Wien, Stuttgart und Berlin wurden die Vögel nachgespielt. Allerdings ging die Zahl der Aufführungen bereits ab 1927 drastisch zurück, da die damals aufkommende Neue Sachlichkeit in der Musik mit der spätromantischen, an Richard Strauss orientierten Tonsprache von Braunfels schwer vereinbar war. Ab der Machtübernahme durch die Nationalsozialisten Anfang 1933 bestand für Braunfels Werke ohnehin ein Aufführungsverbot.
Nach dem Zweiten Weltkrieg passten die Vögel nicht mehr zum Zeitgeschmack der Neuen Musik und erst 17 Jahre nach dem Tod des Komponisten (1954) wagte das Theater Karlsruhe 1971 eine Neuinterpretation, kurz darauf folgte eine Inszenierung in Bremen, die allerdings auch kein nachhaltiges Interesse an der Oper wecken konnte. Erst seit 1996 wurde die Rezeption mit einer Gesamteinspielung der Decca in der Reihe Entartete Musik entscheidend belebt. Verdient gemacht hatte sich darum der Dirigent Lothar Zagrosek, der auch eine konzertante Berliner Aufführung 2009, sowie eine Inszenierung 2019 bei den Tiroler Festspielen in Erl leitete. In einer Produktion des Theaters Osnabrück im Sommer 2014 thematisierte Regisseurin Yona Kim die Entstehungsumstände der Oper. So zeigte sie Filmsequenzen aus dem Ersten Weltkrieg, stattete die Vögel mit Pickelhauben und Uniformen aus und nahm optisch auch den Nationalsozialismus vorweg. Eine gelungene und durchweg gefeierte szenische Interpretation nahm im Dezember 2021 die Regisseurin Nadja Loschky an der Oper Köln vor, nachdem das Werk bereits ein Jahr zuvor anlässlich des 100-jährigen Uraufführungsjubiläums bereits in einer prominent besetzten Produktion von Frank Castorf am Uraufführungshaus, dem Nationaltheater München, gezeigt worden war. Das Oldenburgische Staatstheater zeigte im Januar 2025 eine Inszenierung von Holger Potocki.